# Danielle Barros
Danielle Barros Silva Fortuna (Itabuna) mais conhecida como Danielle Barros ou  IV Sacerdotisa é um professora universitária, ilustradora e artesã. Como autor, produz diversos fanzines e HQs, focados o ensino de biociências e saúde. Uma das suas fontes de inspiração é a art nouveau,  iluminuras medievais, zentangle, era vitoriana, arte gótica, arte sacra, xamanismo, cultura celta, paganismo e tradições indígenas. É professora adjunta na Universidade Federal do Sul da Bahia (UFSB) na área Ensino de Ciências / Práticas Pedagógicas / Metodologias Ativas / Formação de Professores de Ciências, Classe A, regime de Dedicação Exclusiva, com lotação no Campus Paulo Freire em Teixeira de Freitas, Bahia.
Como artista, atuou ao lado de Edgar Franco, o Ciberpajé no universo compartilhado de ficção científica conhecido como Aurora Biocibertecnológica ou Aurora Pós-Humana, onde assina como IV Sacerdotisa, bem como os nos HQforismos, misto de histórias em quadrinhos e aforismos.

## Biografia
Danielle teve contato com quadrinhos ainda na infância, o pai dela tinha uma banca de jornais em Porto da Barra, Salvador, Bahia, desde muito cedo, gostava de desenhar. 
Em 2007, se formou em Ciências Biológicas (Licenciatura Plena) pela Universidade do Estado da Bahia, fez Doutorado em Ciências na área de Ensino de Biociências e Saúde na Fiocruz (Fundação Oswaldo Cruz) e mestrado em Ciências pelo Programa de Pós-graduação em Informação e Comunicação em Saúde do ICICT (Fiocruz). 
Em 2012, desenvolveu um projeto na Fiocruz (Fundação Oswaldo Cruz) da utilização de quadrinhos sobre tuberculose com alunos da rede pública, nesse projeto, ela fez o roteiro da história nesse mesmo ano, conheceu o quadrinista e pesquisador Edgar Franco (Ciberpajé), que a incentivou a voltar a desenhar, Franco a incluiu em seu universo ficcional Aurora Pós-Humana como a IV Sacerdotisa, passando a utilizar como nome artístico. Em 2013, lançou seu primeiro fanzine Abismo do Lobo, lançado no Festival Internacional de Quadrinhos, no fanzine, Danielle apresentou o HQForismo, uma fusão de quadrinhos e aforismos, criado pela dupla. Em 2014, lançou o fanzine Sibilante Grimoirezine Poético Filosófico.
Em 2019, ao lado de Edgar Franco, Gazy Andraus e Alberto de Souza, criou a ANZINE (Associação Nacional de Pesquisa e Criação de Fanzines).
Em 2023, o livro  “Dossiê Mulheres e Arte Sequencial: Elas Pesquisam, Elas Produzem” organizado e editorado em articulação interinstitucional por Danielle Barros Silva Fortuna (UFSB), Maiara Alvim de Almeida (IFRJ), Cátia Ana Baldoino da Silva (UFG) e Nataly Costa Fernandes Alves (UFF) com selo do Centro Editorial Gráfico da UFG – CEGRAF, foi indicado na categoria Livro Teórico no 35º Troféu HQMIX. 
Em 2024, o Papo de Mulher: Almanaquezine de Fotonovelas ganhou o 39.º Prêmio Angelo Agostini na categoria melhor fanzine, através de votação popular. No mesmo ano, participou da antologia 2057, organizada por Carlos Hollanda e Rafael Senra para a Editora Verter.